# Монбар (округ)
Монбар (фр. Montbard) — округ (фр. Arrondissement) во Франции, один из округов в регионе Бургундия. Департамент округа — Кот-д’Ор. Супрефектура — Монбар.
Население округа на 2006 год составляло 62 395 человек. Плотность населения составляет 17 чел./км². Площадь округа составляет всего 3596 км².